# FK IMT
O FK IMT (em sérvio: ФК ИМТ) é uma equipe de futebol da Sérvia que joga na Superliga da Sérvia, a primeira divisão nacional.

## História
Foi fundado em 1953 na capital, Belgrado, pela Industrija mašina i traktora, uma empresa que fabrica tratores e máquinas agrícolas, da qual herdou o nome. O clube passou pelas divisões regionais até que, na temporada de 1985/86, conseguiu o acesso à quarta divisão da Iugoslávia, sendo essa a posição mais alta que o time alcançou como parte do país extinto.
Foi em 2014 que chegou à Primeira Liga de Belgrado como parte da Sérvia, permanecendo na terceira divisão nas seis temporadas seguintes. Na temporada 2019/20, liderava a terceira divisão até que a temporada foi cancelada devido à pandemia de COVID-19, o que resultou em seu acesso à Primeira Liga da Sérvia pela primeira vez na sua história.
Na temporada 2022/23, foi campeão da segunda divisão e conseguiu o acesso à Superliga da Sérvia pela primeira vez. O patrocinador do clube é a Meridian Sport.

## Palmarés
- Serbian First League: 1

2022–23
- Une Sérvia de Belgrado: 1

2019–20
- Une da Zona de Belgrado: 1

2013–14